# Microsoft Office 2013
Microsoft Office 2013 (кодног назива Office 15 ) је верзија Microsoft Office-а за Microsoft Windows. За разлику од Office 2010, ниједан MacOS еквивалент није објављен.
Microsoft Office 2013 укључује проширену подршку за формат датотека, ажурирања корисничког интерфејса и подршку за додир међу својим новим функцијама и погодан је за IA-32 и x64 системе. 
Office 2013 је компатибилан са Windows 7 и Windows Server 2008 R2 до Windows 10 и Windows Server 2019.      То је последња верзија Microsoft Office-а која подржава Windows 7 RTM и Windows Server 2008 R2 RTM.
Развој ове верзије започет је 2010. и завршен је 11. октобра 2012., када је пуштен у производњу .  Microsoft је објавио Office 2013 за општу доступност 29. јануара 2013.  Ова верзија укључује нове функције као што су подршка за интеграцију за онлајн услуге (укључујући OneDrive, Outlook.com, Skype, Viva Engagе и Flickr), побољшану подршку формата за Office Open XML, OpenDocument и PDF и подршку за Multi-touch интерфејсе.
Сервисни пакет 1 (СП1) је објављен 25. фебруара 2014.  Подршка за оригинално издање је престала 14. априла 2015. и Сервисни пакет 1 је неопходан за примање ажурирања и подршке. Подршка је завршена 11. априла 2023. 
Упркос престанку подршке, Microsoft и даље објављује месечне безбедносне закрпе за програме Office пакета од новембра 2023.  

## Развој
Развој је започео 2010. када је Microsoft завршио радове на Office 2010. 30. јануара 2012., Microsoft је објавио технички преглед Office 15 за одабрану групу тестера који су везани уговорима о неоткривању података.
Microsoft је 16. јула 2012. одржао конференцију за штампу да би представио Office 2013 и објавио Consumer Preview. Office 2013 Consumer Preview је бесплатна, потпуно функционална верзија, али ће истећи 60 дана након објављивања коначног производа. Ажурирање је издато за Office 2013 Consumer Preview пакет 5. октобра 2012.

## Системски захтеви
Свака Microsoft Office 2013 апликација има следеће захтеве, иако могу постојати захтеви специфични за апликацију.
| Компонента        | Захтев                                                         |
| ----------------- | -------------------------------------------------------------- |
| CPU               | 1 GHz clock speed, IA-32 or x64 architecture with SSE2 support |
| RAM               | IA-32: 1 ГБ x64: 2 ГБ                                          |
| Хард диск         | 3,0 ГБ слободног простора на диску                             |
| Оперативни систем | - Windows 7 па надаље - Windows Server 2008 R2 па надаље       |
| Software          | .NET Framework 3.5 or later                                    |